# Strelnica
Strelnica ili Puškarnica je uska rupa unutar kule ili zamka koja omogućava zaštitu strelcima sa unutrašnje strane utvrđenja prilikom odbrane. Najčešće zavisno od visine na kojoj se nalazi, strelnica može biti vertikalna na većim i horizontalna na manjim visinama.
Kasnije su se u istu svrhu koristile puškarnice. Jedina razlika je u oružju koje se nalazilo sa odbrambene strane.

## Galerija
- Puškarnica iznutra Pirotski grad
- Puškarnica na Golubačkom gradu
- Puškarnioca na Smederevskoj tvrđavi